# Estoa del sur (Delos)
La Estoa del sur  era una antigua estoa o pórtico de la isla de Delos, en Grecia. Sus ruinas forman parte del yacimiento arqueológico de Delos, declarado Patrimonio de la Humanidad por la Unesco.
Fue construida en el período helenístico alrededor del 270-230 a. C. Estaba situada al sur del santuario de Apolo y Artemisa, en el lado oriental de la Vía Sagrada que conducía del puerto al santuario. En su lado oeste estaba la Estoa de Filipo y en su lado este el Ágora de Delos.
Era de estilo dórico. Estaba construida en dirección norte-sur y medía unos 72,5 m de largo y 12,9 m de ancho. Era un edificio de una sola ala. Estaba orientado al oeste, hacia la Vía Sagrada. El lado este del edificio tenía 14 habitaciones, que servían de locales comerciales. En el centro del lado este había una puerta que conducía al ágora de Delos.